# Kōnstantinos Mītoglou
Kōnstantinos Mītoglou (in greco Κωνσταντίνος Μήτογλου?; Salonicco, 11 giugno 1996) è un cestista greco.

## Carriera in Italia
Il 25 giugno 2021 viene annunciato il suo passaggio all'Olimpia Milano con un contratto biennale. Il 4 marzo 2022 risulta positivo ad un controllo antidoping dopo una gara di Eurolega dell'Olimpia Milano, ricevendo nel febbraio 2023 la comunicazione di 32 mesi di squalifica con decorrenza dal marzo dell'anno precedente. A luglio 2023 la sentenza di squalifica viene ridotta dal TAS a 16 mesi ed il giocatore torna a giocare per il Panatinaikos.

## Statistiche

### College
| Anno      | Squadra           | PG | PT | MP   | TC%  | 3P%  | TL%  | RP  | AP  | PRP | SP  | PP  |
| --------- | ----------------- | -- | -- | ---- | ---- | ---- | ---- | --- | --- | --- | --- | --- |
| 2014-2015 | W.F. Dem. Deacons | 32 | 13 | 22,3 | 44,2 | 38,5 | 71,8 | 4,6 | 0,4 | 0,5 | 0,6 | 9,7 |
| 2015-2016 | W.F. Dem. Deacons | 31 | 30 | 23,8 | 42,7 | 31,8 | 76,7 | 5,4 | 0,7 | 0,5 | 0,8 | 9,2 |
| 2016-2017 | W.F. Dem. Deacons | 33 | 32 | 24,6 | 42,1 | 33,3 | 79,2 | 6,1 | 0,9 | 0,6 | 0,7 | 8,9 |
| Carriera  | Carriera          | 96 | 75 | 23,6 | 43,0 | 34,7 | 76,3 | 5,4 | 0,7 | 0,5 | 0,7 | 9,3 |

### Eurolega
| Anno       | Squadra        | PG  | PT | MP   | TC%  | 3P%  | TL%  | RP  | AP  | PRP | SP  | PP   |
| ---------- | -------------- | --- | -- | ---- | ---- | ---- | ---- | --- | --- | --- | --- | ---- |
| 2017-2018  | Panathīnaïkos  | 4   | 0  | 3,1  | 0,0  | 0,0  | 50,0 | 0,8 | 0,5 | 0,2 | 0,0 | 0,8  |
| 2018-2019  | Panathīnaïkos  | 27  | 10 | 13,8 | 51,0 | 20,0 | 55,0 | 3,0 | 0,3 | 0,3 | 0,1 | 4,2  |
| 2019-2020  | Panathīnaïkos  | 28  | 5  | 13,9 | 50,9 | 29,6 | 76,1 | 3,7 | 0,5 | 0,9 | 0,2 | 5,8  |
| 2020-2021  | Panathīnaïkos  | 34  | 23 | 20,3 | 50,4 | 29,5 | 71,2 | 5,4 | 0,9 | 0,7 | 0,3 | 9,3  |
| 2021-2022  | Olimpia Milano | 13  | 1  | 17,5 | 47,1 | 29,6 | 81,8 | 4,2 | 1,2 | 0,8 | 0,4 | 7,6  |
| 2023-2024† | Panathīnaïkos  | 38  | 35 | 28,2 | 48,3 | 34,5 | 74,5 | 6,2 | 0,9 | 0,8 | 0,4 | 11,3 |
| 2024-2025  | Panathīnaïkos  | 39  | 13 | 16,1 | 49,7 | 43,1 | 66,7 | 2,9 | 0,6 | 0,5 | 0,1 | 6,0  |
| Carriera   | Carriera       | 183 | 87 | 18,5 | 49,3 | 33,1 | 71,4 | 4,2 | 0,7 | 0,6 | 0,2 | 7,4  |

## Palmarès
- Campionato greco: 5

Panathīnaïkos: 2017-2018, 2018-2019, 2019-2020, 2020-2021, 2023-2024
- Coppa di Grecia: 3

Panathīnaïkos: 2018-2019, 2020-2021, 2024-2025
- Coppa Italia: 1

Olimpia Milano: 2022
- Eurolega: 1

Panathinaikos: 2023-2024